# Tang Shu-shuen
Tang Shu-shuen (唐書璇 en chinois, Táng Shūxuán en hànyǔ pīnyīn) est une réalisatrice et scénariste hongkongaise née en 1941. Elle est considérée comme la première réalisatrice hongkongaise.

## Filmographie
- 1968 : L'Arche (董夫人, Dǒng fūrén)
- 1974 : China Behind (再見中國, Zàijiàn zhōngguó)
- 1979 : The Hong Kong Tycoon